# Merete Voldstedlund
Merete Voldstedlund (* 8. Februar 1946 in Odense) ist eine dänische Schauspielerin.

## Leben
Merete Voldstedlund absolvierte 1973 ihr Schauspielstudium an der Den Danske Scenekunstskole. Seitdem war sie an unterschiedlichen Theatern beschäftigt. So spielte sie am Aalborg Teater, Aarhus Teater und dem Folketeatret. Für ihre Darstellungen wurde sie mehrfach für unterschiedliche Preise nominiert und ausgezeichnet. So wurde sie 2010 für drei unterschiedliche Aufführungen als Beste Nebendarstellerin mit dem nationalen Theaterpreis Reumert ausgezeichnet.
Parallel zu ihrer Theaterkarriere spielte Voldstedlund seit Mitte der 1970er-Jahre in über 20 Film- und Fernsehproduktionen mit. Obwohl sie in den beiden Miniserien Ludvigsbakke und Vores år jeweils die Hauptrolle spielte, konnte sich Voldstedlund nicht im Filmbereich etablieren und verkörperte seitdem nur noch Nebenrollen.
Voldstedlund ist mit dem Schauspieler Lars Høy verheiratet.

## Filmografie (Auswahl)
- 1978: Ludvigsbakke
- 1980: Vores år
- 1984: Kopenhagen – Mitten in der Nacht (Midt om natten)
- 1986: Die Augen des Wolfes (Oviri)
- 2012: Kommissarin Lund – Das Verbrechen (Forbrydelsen, Fernsehserie, eine Folge)